# Santaluz
Santa Luz is een gemeente in de Braziliaanse deelstaat Bahia. De gemeente telt 35.416 inwoners (schatting 2009).

## Aangrenzende gemeenten
De gemeente grenst aan Araci, Capim Grosso, Cansanção, Conceição do Coité, Gavião, Nordestina, Queimadas, Retirolândia, São José do Jacuípe en Valente.